# Souleymane Keïta
Souleymane Keïta (Bamako, 24 novembre 1986) è un ex calciatore maliano, di ruolo centrocampista.